# Índice (estruturas de dados)
Índice, no contexto da estrutura de dados, é uma referência associada a uma chave, que é utilizada para fins de otimização, permitindo uma localização mais rápida de um registro quando efetuada uma consulta. Em termos teóricos é uma estrutura que possibilita acesso a um item indexado desde que a busca tenha complexidade inferior a complexidade linear, podendo ser logarítmica ou constante.
No contexto de banco de dados, um índice é uma estrutura (ou arquivo) auxiliar associado a uma tabela (ou coleção de dados). Sua função é acelerar o tempo de acesso às linhas de uma tabela, criando ponteiros para os dados armazenados em colunas específicas. O banco de dados usa o índice de maneira semelhante ao índice remissivo de um livro, verifica um determinado assunto no índice e depois localiza a sua posição em uma determinada página.

## Principais tipos de índices

### Índices compostos x Índices simples
- Índices Compostos: fazem referência a mais de uma coluna.
- Índices Simples: fazem referência a uma única coluna.

### Índices internos x Índices externos
- Índices internos: a chave está contida dentro da tabela.
- Índices externos: quando existe uma tabela de chaves separada que associa ponteiros à registros de uma tabela.

### Índices primários x Chaves primárias
- Índice Primário: associado a uma chave primária (Primary Key) de um arquivo.
- Chave Primária: identificador único de uma tabela, utilizado para distinguir um registro de outro.

## Veja  também
- Arquitetura de dados
- Administração de dados
- Modelagem de dados
- Banco de Dados